# Cashpoint-Arena
Le Cashpoint-Arena (ou Schnabelholz) est un stade de football situé à Altach en Autriche dont le club résident est le SC Rheindorf Altach. Le stade dispose d'une capacité de 8 500 places.